# Samuel Schneider

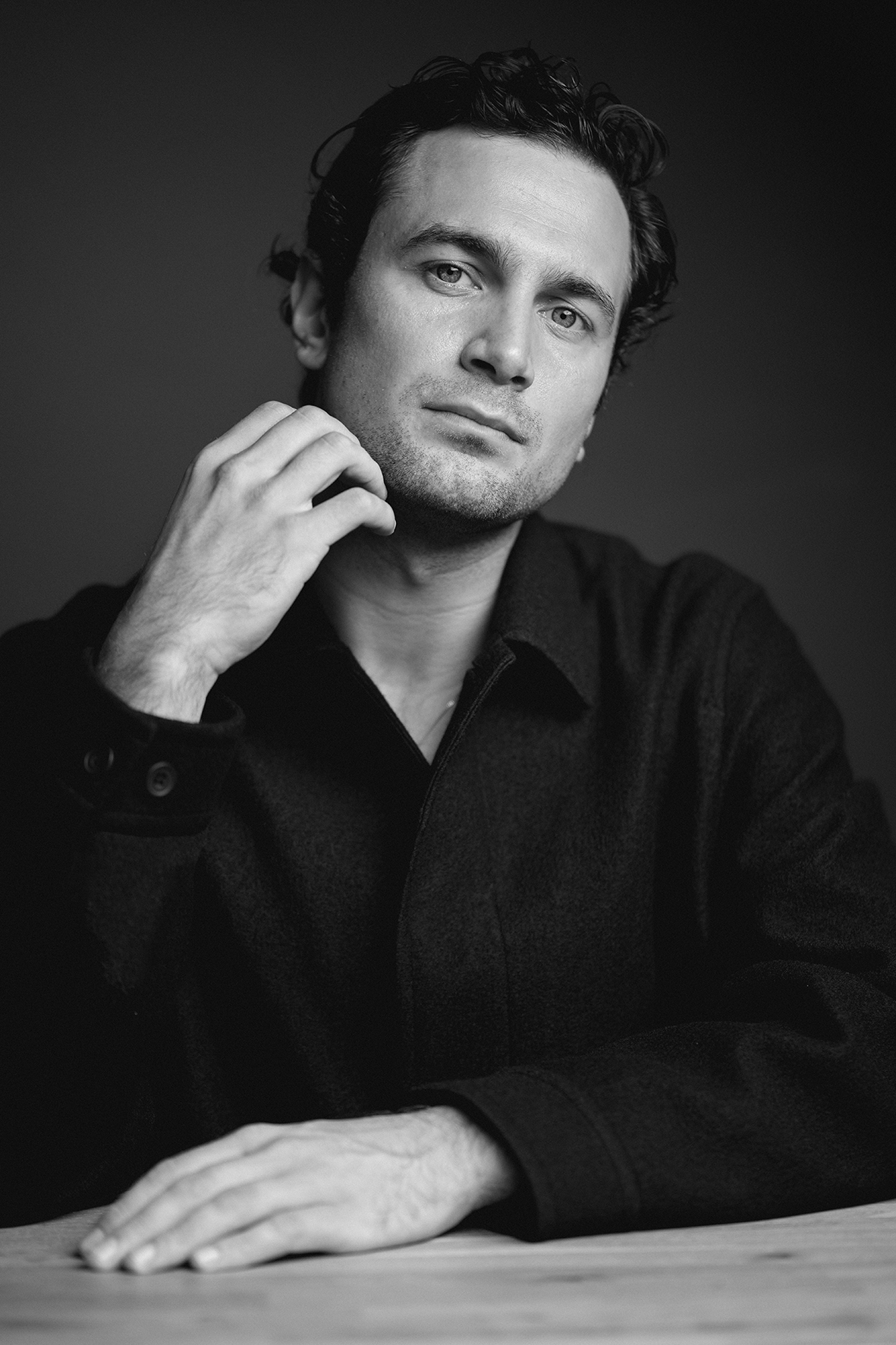
Samuel Schneider fotografiert von Pascal Brünning (2023)

Samuel Schneider (* 7. April 1995 in Berlin) ist ein deutscher Schauspieler.

## Leben
Samuel Schneider wuchs in Berlin-Wedding auf. Seine deutsche Mutter war 1983 in der Berliner Hausbesetzerszene aktiv und sein Vater kommt aus der Türkei. Seine künstlerische Karriere begann er bereits im jugendlichen Alter. Ab 2005 spielte er zwei Jahre lang am Berliner Ensemble in William Shakespeares Wintermärchen unter der Regie von Robert Wilson. Mit 10 Jahren nahm Schneider Schauspielunterricht am Special Coaching Actors Studio in seiner Geburtsstadt und spielte ab 2008 erste Filmrollen. Ab 2018 studierte er für anderthalb Jahre Schauspiel an der Universität der Künste Berlin. Im Jahre 2023 schloss Schneider seinen Master im Fach „Theater und Performance“, an der Zürcher Hochschule der Künste ab. Im Rahmen dieses Studiums inszenierte er sein erstes Theaterstück mit dem Titel: Faust3000.
Verschiedene Gastengagements brachten ihn zum Beispiel im Jahre 2016 an die Volksbühne Berlin, wo er an der Seite von Kathrin Angerer in I love you, but I’ve chosen Entdramatisierung unter der Regie von René Pollesch spielte. Außerdem spielte er 2018 an der Seite von Martin Wuttke in Simon Stones Eine Griechische Trilogie am Berliner Ensemble.
Eine erste Kinohauptrolle spielte er bereits 2010, in dem Film Boxhagener Platz nach dem gleichnamigen Roman von Torsten Schulz, unter Regie von Matti Geschonneck. Im Jahre 2013 spielte er neben Ulrich Tukur eine Hauptrolle in Exit Marrakech von Oscarpreisträgerin Caroline Link, für seine Leistung gewann er den New Faces Award als bester deutscher Nachwuchsschauspieler 2014. Im Jahre 2016 feierte er mit einer Hauptrolle im österreichischen Kinofilm Agonie von David Clay Diaz auf der Berlinale Premiere. 2017 übernahm er in der Verfilmung von Tanja Kinkels Roman Die Puppenspieler die Hauptrolle des Richard Arzt. Im darauffolgenden Jahr spielte er die Hauptrolle in Detlev Bucks Asphaltgorillas. 2020 spielte er an der Seite von Edin Hasanović und Alicia von Rittberg in dem Film Hello Again – Ein Tag für immer, geschrieben und inszeniert von Maggie Peren.
Im Jahre 2022 spielte er in dem Kinofilm Freibad unter der Regie von Doris Dörrie, welcher 2022 auf dem Filmfest München Premiere feierte. Im selben Jahr spielte er an der Seite von Jean Reno und Alexandra Maria Lara in der internationalen französischen Serie Toutes Ces Choses Qu’on Ne S’est Pas Dites mit dem englischen Titel All Those Things We Never Said, nach dem gleichnamigen Roman von Marc Levy. In den darauffolgenden zwei Jahren spielte er Hauptrollen in dem französisch-deutschen Kinofilm “More Than Strangers” von Sylvie Michel und “Haltlos” von Kida Khodr Ramadan.
Zuletzt sah man ihn im Publikumserfolg Wunderschöner unter der Regie von Karoline Herfurth.
Samuel Schneider lebt in Berlin.

## Filmografie (Auswahl)
- 2008: Guter Junge
- 2008: Lilys Geheimnis
- 2009: Schautag
- 2009: Der Typ, 13 Kinder & ich
- 2010: Boxhagener Platz
- 2012: Familie Winterscheidt
- 2013: Exit Marrakech
- 2013: Couchmovie
- 2015: Süßer September
- 2016: Die 7. Stunde
- 2016: Agonie
- 2017: Krieg
- 2017: Schuld nach Ferdinand von Schirach – Anatomie
- 2017: Die Puppenspieler
- 2018: Asphaltgorillas
- 2019: Dengler – Brennende Kälte
- 2019: TKKG
- 2020: Tatort – National feminin
- 2020: Hello Again – Ein Tag für immer
- 2021: Hyperland
- 2022: Freibad
- 2022: Toutes ces choses qu’on ne s’est pas dites
- 2022: Auris 1+2
- 2023: More Than Strangers
- 2024: Haltlos
- 2025: Wunderschöner

## Theater (Auswahl)
- 2005 William Shakespeares Das Wintermärchen inszeniert von Robert Wilson am Berliner Ensemble
- 2016 I love you, but I‘ve chosen Entdramatisierung von René Pollesch an der Volksbühne Berlin
- 2018 Eine Griechische Trilogie von Simon Stone am Berliner Ensemble
- 2019 Die Alleinseglerin segelt allein!  von Jan Koslowski und Hannah Dörr im Ballhaus Ost[18]

## Auszeichnungen
- 2014: New Faces Award für Exit Marrakech